# Libuše Cloud-Hrdonková
Libuše Cloud-Hrdonková (anglicky Lela Cloud; 14. září 1922 Stod – 1. prosince 2012 Sioux City, Iowa) byla česká skautka, která se proslavila svým útěkem přes železnou oponu v roce 1953.

## Útěk za hranice
Narodila se v západočeském městečku Stod. V roce 1949 se provdala za amerického vojáka Leonarda „Lennyho“ Clouda, který se podílel na osvobození západních Čech roku 1945. Ten musel ale vzápětí Československo opustit. Když jí bylo znemožněno se za ním vydat, začala připravovat útěk přes hranice. Seznámila se přitom s rodinou Uhlíkovou, která se také chystala uprchnout. Za pomoci „tanku svobody“ (kolopásového tahače zanechaného v lesích německou armádou, který přestavěl pan Uhlík) se jej nakonec osmičlenné skupině podařilo provést 25. července 1953. Svůj další život prožila ve Spojených státech amerických, ve městě Sioux City ve státě Iowa, kde s manželem vychovali tři děti. Zde také roku 2012 ve věku 90 let zemřela.